# Personal Storage Table
Em computação, uma Personal Storage Table (.pst), em português Pasta de Armazenamento Pessoal, é um formato de arquivo proprietário usado para armazenar cópias de mensagens, eventos de calendário e outros itens dentro de um software da Microsoft como o Microsoft Exchange Client, Windows Messaging e Microsoft Outlook. O formato aberto é controlado pela Microsoft que fornece especificações livres de licenciamento de tecnologia.
O formato de arquivo também pode ser conhecido como Personal Folder File (ou Arquivo de Pasta Pessoal) ou um Personal Address Book (.pab), ou Livro de Endereços Pessoal. Quando funciona em sua capacidade como um armazenamento para o recurso de Otlook's Cached Exchange Mode, ele pode ser chamado de um Off-line Storage Table (.ost) ou de um Off-line Folder File.